# Algerische Gazelle
Die Algerische Gazelle (Eudorcas rufina, Syn.: Gazella rufina), auch Rote Gazelle genannt, ist eine ausgestorbene Gazellenart, die im nördlichen Algerien und Marokko gelebt hat. Vermutlich war sie in den niederschlagsreicheren Regionen im nördlichen Atlasgebirge beheimatet.

## Aussterben
Die letzte bekannte Algerische Gazelle wurde im Jahre 1894 erlegt, seither gilt die Art als verschollen. Formell wurde sie 1994 für ausgestorben erklärt. Heute gibt es noch drei Museumsexemplare dieser Art in Paris und London.